# Ектор Форт
Е́ктор Форт Гарсі́я (ісп. Héctor Fort García; нар. 2 серпня 2006, Барселона) — іспанський футболіст, захисник клубу «Барселона».

## Клубна кар'єра
Почав займатися футболом в команді «Ангера» (до 8 років), де його помітили в 2013 році скаути клубу «Барселона». Виступав за команду «Барселони» (до 19 років), за яку брав участь в матчах Юнацької ліги УЄФА. З початку сезону 2023–24 переведений до другої команди «Барселони».
13 грудня 2023 року дебютував за основну команду «Барселони», вийшовши в стартовому складі матчу групового етапу Ліги чемпіонів УЄФА проти «Антверпена». Таким чином став наймолодшим (17 років і 133 дні) захисником «Барселони» у розіграшах Ліги чемпіонів (у березні 2024 року цей рекорд був побитий Пау Кубарсі). Також став 15-м футболістом «Барселони», що дебютував під керівництвом головного тренера Хаві. 7 січня 2024 року в матчі Кубка Іспанії проти «Барбастро» віддав свою першу гольову передачу за «Барселону». 27 січня дебютував в Ла-Лізі, вийшовши в стартовому складі в матчі проти «Вільярреала».
28 травня 2024 року продовжив контракт з «Барселоною» до червня 2026 року. В сезоні 2024–25 допоміг команді оформити «золотий» дубль: виграти Ла-Лігу та Кубок Іспанії.

## Кар'єра в збірній
Виступав за збірні Іспанії до 16, до 17 і до 19 років. В складі збірної до 17 років брав участь в юнацькому чемпіонаті Європи 2023 в Угорщині. На турнірі зіграв 4 матчі, а його команда дійшла до чвертьфіналу, де поступилась одноліткам з Франції. В листопаді того ж року був включений в заявку збірної до 17 років для участі в юнацькому чемпіонаті світу 2023 в Індонезії. На турнірі провів 4 матчі, а іспанці дійшли до чвертьфіналу, де поступились німцям.

## Статистика виступів
Станом на 18 травня 2025 
| Клуб              | Сезон             | Чемпіонат           | Чемпіонат | Чемпіонат | Кубок | Кубок | Єврокубки | Єврокубки | Інші  | Інші | Всього | Всього |
| Клуб              | Сезон             | Дивізіон            | Матчі     | Голи      | Матчі | Голи  | Матчі     | Голи      | Матчі | Голи | Матчі  | Голи   |
| ----------------- | ----------------- | ------------------- | --------- | --------- | ----- | ----- | --------- | --------- | ----- | ---- | ------ | ------ |
| Барселона Б       | 2023–24           | Прімера Федерасьйон | 13        | 1         | —     | —     | —         | —         | 4     | 1    | 17     | 2      |
| Барселона Б       | 2024–24           | Прімера Федерасьйон | 1         | 0         | —     | —     | —         | —         | —     | —    | 18     | 2      |
| Барселона Б       | Всього            | Всього              | 14        | 1         | 0     | 0     | 0         | 0         | 0     | 0    | 18     | 2      |
| Барселона         | 2023–24           | Ла-Ліга             | 7         | 0         | 2     | 0     | 1         | 0         | 0     | 0    | 10     | 0      |
| Барселона         | 2024–25           | Ла-Ліга             | 17        | 0         | 1     | 0     | 2         | 0         | 0     | 0    | 20     | 0      |
| Барселона         | Всього            | Всього              | 24        | 0         | 3     | 0     | 3         | 0         | 0     | 0    | 30     | 0      |
| Всього за кар'єру | Всього за кар'єру | Всього за кар'єру   | 38        | 1         | 3     | 0     | 3         | 0         | 0     | 0    | 48     | 2      |

1. ↑  Матчі плей-оф Прімери Федерасьйон
2. 1 2  Матчі в Лізі чемпіонів УЄФА

## Досягнення
«Барселона»
- Чемпіон Іспанії: 2024–25[17]
- Володар Кубка Іспанії: 2024–25[18]
- Володар Суперкубка Іспанії: 2024[19]